# Чандра Норт
Чандра Норт (англ. Chandra North; (31 липня 1973 , Даллас )) — американська топ-модель. 
Одна з ангелів Victoria's Secret в 1998 році.

## Життєпис
Народилася 1973 року в Далласі, штат Техас (США). У дитинстві займалася балетом, планувала стати професійною балериною. Під час навчання в Південному методистському університеті була помічена модельним агентом. Незабаром після цього підписала контракт з агентством Кім Доусон (англ. Kim Dawson Agency) в Далласі та отримала роботу фотомоделі, знімалася в рекламі для місцевих газет та каталогів універмагів.
У 1991 році виїхала з Техасу в Нью-Йорк, де професійно навчалася танцювальної майстерності. Незабаром після переїзду до Нью-Йорка продовжила модельну кар'єру і переїхала до Парижа, але повернулася до Нью-Йорка, де познайомилася з кур'єром, з яким пізніше одружилася..

## Кар'єра
У 1995 році Норт знялася в Sports Illustrated Swimsuit Edition. У 1997—1998 роках брала участь у показах: Ann Demeulemeester, Anna Sui, Badgley Mischka, Bill Blass, Cerruti 1881, Chanel, Christian Dior, DKNY, Dolce & Gabbana, Donna Karan Hermès, Fendi, Given Mizrahi, Jean Colonna, John Galliano, Lanvin, Martine Sitbon, Max Mara, Michael Kors, Missoni, Moschino, Oscar de la Renta, Paco Rabanne, Ralph Lauren, Richard Tyler, Sonia Rykiel, Todd Oldham, Alen 'Acqua, Carolina Herrera, Chloé, Eric Bergere, Ellen Tracy, Jill Stuart, Marc Jacobs, Missoni, Narciso Rodriguez.
Знімалася для обкладинок журналів: Vogue, Elle, Marie Claire та Harper's Bazaar. 

Одна з ангелів Victoria's Secret в 1998 році.
В 1999 році знялася для календаря Pirelli. Норт представляє DNA Model Management, FM Model Agency і Kim Dawson Agency. 
У 2012 році Норт була моделлю для відзначення 140-річчя Shiseido.